# تایگر ۳
تایگر ۳ (انگلیسی: Tiger 3) یک فیلم اکشن و هیجان انگیز هندی محصول سال ۲۰۲۳ به کارگردانی مانیش شارما و تهیه‌کنندگی آدیتیا چوپرا تحت یاش راج فیلمز با بازی سلمان خان، کاترینا کایف و عمران هاشمی است. این فیلم دنباله‌ای بر تایگر زنده است (۲۰۱۷) و یک ببر (۲۰۱۲) و همچنین پنجمین قسمت از دنیای جاسوسی یاش راج به‌شمار می‌رود. داستان فیلم پس از رخدادهای تایگر زنده است، جنگ (۲۰۱۹) و پاتان (۲۰۲۳) جریان دارد. در این فیلم تایگر و زویا از سوی مأمور سابق سازمان اطلاعات نظامی پاکستان (آتیش رحمان) به خیانت متهم می‌شوند؛ آن‌ها کوشش درازمدت و مرگباری را به‌منظور اثبات بی‌گناهی خود در پیش می‌گیرند.
این فیلم گران‌ترین پروژه سینمایی کمپانی یاش راج فیلمز است که بودجه آن حدود ۳۰۰ کرور روپیه معادل ۳۸ میلیون دلار آمریکا برآورد شده‌است.
تایگر ۳ نخست قرار بود هم‌زمان با عید فطر در ۲۱ آوریل ۲۰۲۳ در سینما اکران شود، اما به تعویق افتاد. این فیلم در ۱۲ نوامبر ۲۰۲۳ در هند منتشر شد. نقدهای مختلفی به فیلم وارد شد که نقش‌آفرینی بازیگران، صحنه‌های اکشن و ویژگی‌های فنی فیلم را تحسین کردند، اما داستان، موسیقی متن و ضرب‌آهنگ آن مورد نقد قرار گرفت.

## تولید
فیلمبرداری از فیلم در مارس ۲۰۲۱ در بمبئی و دهلی آغاز شد. بخشی از فیلم در ترکیه فیلمبرداری شد. در اوت ۲۰۲۱، تعقیب و گریز سکانس ماشین در سن پترزبورگ تصویربرداری شد. در سپتامبر ۲۰۲۱، فیلمبرداری در اتریش انجام شد. در فوریه ۲۰۲۲، برخی از سکانس‌های اکشن در دهلی نو فیلمبرداری شد. در آوریل ۲۰۲۳، مجموعه‌های عظیمی در بمبئی راه اندازی شد. فیلمبرداری اضافی در ماه مه ۲۰۲۳ با یک حضور کوتاه توسط شاهرخ خان انجام شد. فیلمبرداری ماه مه ده روز در جزیره ماد به طول انجامید، جایی که یک مجموعه کاخ برای یک سکانس اکشن ساخته شد. نهایتاً فیلمبرداری فیلم تا پایان ماه مه ۲۰۲۳ به پایان رسید.

## گیشه
تا ۱۵ دسامبر ۲۰۲۳، این فیلم بیش از ۳۴۵٫۷۸ کرور روپیه (۴۳ میلیون دلار آمریکا) در هند و ۱۲۰٫۵۵ کرور روپیه (۱۵ میلیون دلار) در بازارهای خارج از کشور به فروش رساند که مجموعاً بیش از ۴۶۶٫۶۳ کرور روپیه (۵۸ میلیون دلار آمریکا) بود.
این فیلم رکورد بالاترین روز افتتاحیه در دیوالی را برای یک فیلم هندی زبان با فروش ۹۴ کرور روپیه (۱۲ میلیون دلار آمریکا)، شامل ۷٫۷۶ کرور روپیه (۹۷۰٫۰۰۰ دلار آمریکا) از پیش نمایش‌های پولی در آمریکای شمالی، به نام خود ثبت کرد.
این فیلم پس از انتشار، نقدهای متفاوت به مثبتی را از منتقدان دریافت کرد، با ستایش برای سکانس‌های اکشن، جنبه‌های فنی و بازی‌های بازیگران (به ویژه خان، کایف و هاشمی)، اما انتقادهایی برای طرح داستان و موسیقی متن داشت.